# En route vers le sud
Pour plus de détails, voir Fiche technique et Distribution.
En route vers le sud (Goin' South) est un film américain réalisé par Jack Nicholson, sorti en 1978.

## Synopsis
Au Texas, peu après la guerre de Sécession, un décret autorise la clémence envers certains gibiers de potence — ceux qui n'ont pas commis d'homicide — à condition qu'ils se réinsèrent au sein d'un foyer conjugal, les femmes esseulées par le conflit étant pléthore ; ils deviennent alors l'époux corvéable à merci de celles qui auront bien voulu les choisir, garantissant leur retour dans le droit chemin. Ainsi en va-t-il de la rencontre d'Henry Moon, brigand roublard, voleur de chevaux, et de Julia, vieille fille opiniâtre fructifiant la propriété paternelle. L'association s'annonce houleuse...

## Fiche technique
- Titre original : Goin' South
- Titre français : En route vers le sud
- Réalisation : Jack Nicholson
- Scénario : John Herman Shaner, Al Ramrus, Charles Shyer et Alan Mandel
- Production : Harry Gittes et Harold Schneider
- Photographie : Néstor Almendros
- Musique : Perry Botkin Jr. et Van Dyke Parks
- Montage : Richard Chew et John Fitzgerald Beck
- Son : Bill Rowe, Frank Warner et Arthur Rochester
- Société de production : Paramount Pictures
- Société de distribution : Paramount Pictures  États-Unis
- Pays d'origine : États-Unis
- Langues : anglais
- Durée : 105 minutes
- Format : Couleurs (Metrocolor) - 1,85:1 - Mono
- Genre : comédie, western
- Date de sortie : 
  - États-Unis : 6 octobre 1978

## Distribution
- Jack Nicholson (VF : Jean-Pierre Moulin) : Henry Lloyd Moon
- Mary Steenburgen (VF : Françoise Dorner) : Julia Tate Moon
- Christopher Lloyd (VF : Gérard Dessalles) : le shérif-adjoint Towfield
- John Belushi (VF : Roger Lumont) : le shérif-adjoint Hector
- Richard Bradford (VF : Sady Rebbot) : le shérif Andrew Kyle
- Veronica Cartwright (VF : Maïk Darah) : Hermine, de l'ancienne bande de Moon
- Jeff Morris (VF : Henry Djanik) : Big Abe, de l'ancienne bande de Moon
- Danny DeVito (VF : Alain Flick) : Hog, de l'ancienne bande de Moon
- Tracey Walter (VF : Bernard Tixier) : Coogan, de l'ancienne bande de Moon
- Ed Begley Jr. : Whitey Haber
- Lucy Lee Flippin : Diane Haber
- Anne Ramsey : une célibataire
- Lin Shaye : la femme à l'ombrelle
- Luana Anders : Lorette Anderson